# 薛飞 (乒乓球运动员)
薛飞（1999年2月10日—），中国男子乒乓球运动员。他曾获得2018年亚洲运动会乒乓球比赛男子团体金牌。他也在2017年世界乒乓球锦标赛上获得四枚金牌。